# ヨウ化テトラ-n-ブチルアンモニウム
ヨウ化テトラ-n-ブチルアンモニウム（ヨウかテトラブチルアンモニウム、英: Tetra-n-butylammonium iodide）は、ヨウ化物を有する第四級アンモニウム塩である。ヨウ素と混合して三ヨウ化テトラブチルアンモニウムを合成する際に使用される。

## 特性
ヨウ化テトラ-n-ブチルアンモニウムの固体結晶は、単斜晶系に属しており、空間群はC2/cである。単位胞の寸法は、a=14.2806、b=14.1864、c=19.5951、β=111.149である。単位胞内には8つの公式（Z=8）があり、その体積は3702.4 Å3である。
ヨウ化テトラ-n-ブチルアンモニウムの生成エンタルピーΔfH0は-499 kJ/molであり、臭化物（-540 kJ/mol）や塩化物（-564 kJ/mol）の生成エンタルピーΔfH0よりも低い。
ヨウ化テトラ-n-ブチルアンモニウムは、低温で水とともに包接水和物を形成する。また、テトラ-n-ブチルアンモニウムカチオンは、大きく疎水性である。気相からの水和の絶対エンタルピーは、-260 kJ/molである。
ヨウ化テトラ-n-ブチルアンモニウムのHe(I)光電子スペクトルには、11 eVでテトラ-n-ブチルアンモニウムカチオンによるピークがあり、7および8 eVにヨウ化物によるピークがある。